# Myosotella denticulata
Myosotella denticulata е вид охлюв от семейство Ellobiidae. Видът не е застрашен от изчезване.

## Разпространение
Разпространен е в Белгия, Испания, Нидерландия, Португалия (Азорски острови и Мадейра) и Франция (Корсика).